# Craugastor gulosus
Craugastor gulosus är en groddjursart som först beskrevs av Cope 1875.  Craugastor gulosus ingår i släktet Craugastor och familjen Craugastoridae. IUCN kategoriserar arten globalt som starkt hotad. Inga underarter finns listade i Catalogue of Life.